# سه روز و سه قتل
سه روز و سه قتل فیلمی تجربی به کارگردانی مسعود امینی تیرانی و تهیه‌کنندگی جعفر صانعی‌مقدم محصول سال ۱۳۹۹ است. این فیلم در سی و نهمین دوره جشنواره فیلم فجر حضور داشته است.